# Aguriahana metallica
Aguriahana metallica är en insektsart som beskrevs av William Lucas Distant 1918. Aguriahana metallica ingår i släktet Aguriahana och familjen dvärgstritar. Inga underarter finns listade i Catalogue of Life.